# Piotr Morawski

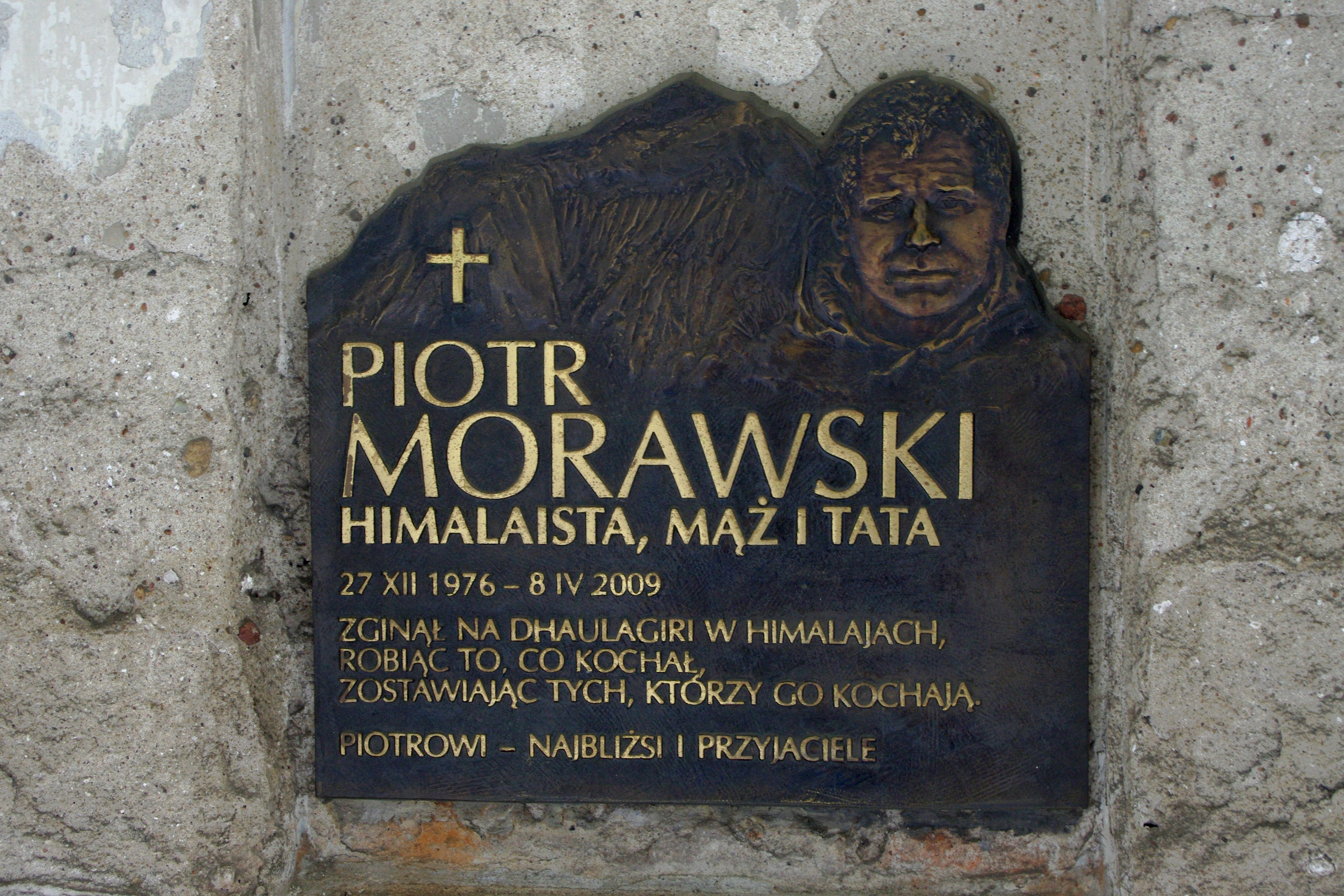
Gedenktafel an der Antonius-von-Padua-Kirche in Warschau

Piotr Morawski (* 27. Dezember 1976 in Warschau; † 8. April 2009 am Dhaulagiri) war ein polnischer Extrembergsteiger. Seine größte Leistung war die Wintererstbesteigung des Shishapangma im Jahr 2005 zusammen mit Simone Moro. Er starb durch einen Sturz in eine Gletscherspalte auf etwa 5760 m am Dhaulagiri.

## Achttausender-Besteigungen
Insgesamt konnte Morawski sechs Mal den Gipfel eines Achttausenders erreichen.
Er war regelmäßiger Bergpartner von Peter Hámor und Piotr Pustelnik. Die “Three Peters” (deutsch: „Drei Peter“) versuchten meist, über wenig begangene oder neue Routen auf die höchsten Berge der Welt zu gelangen.
Nach dem Shishapangma erreichte er im Jahr 2006 die Gipfel des Cho Oyu und des Broad Peak, sowie den Ostgipfel der Annapurna. Am Broad Peak musste er zunächst seinen Gipfelgang abbrechen, um den Mitgliedern einer österreichischen Expedition in Bergnot zu helfen. Sepp Bachmair konnte dabei gerettet werden; für Markus Kronthaler kam jede Hilfe zu spät. Zwei Tage später erreichte Morawski dennoch alleine den Gipfel. Ein Jahr später bestieg er den Nanga Parbat über die Diamirflanke. Im Jahr 2008 gelang ihm die Überschreitung des Gasherbrum I, sowie die Besteigung des benachbarten Gasherbrum II.